# Motolicovití
Motolicovití (Fasciolidae) je čeleď z třídy motolice a kmene Platyhelminthes, jež představuje významnou skupinu parazitů člověka a zvířat. Čeleď čítá celkem 5 rodů, které parazitují v játrech, žlučovém měchýři nebo ve střevech. K vývoji potřebují jednoho mezihostitele – vodního plže.

## Morfologie
Jde o velké motolice ve tvaru širokého listu měřící od 2 cm (Parafasciolopsis) do 10 cm (Fascioloides magna, Fasciolopsis buski). Ústní i břišní přísavka jsou uloženy blízko sebe v přední části těla. Vývody samčích i samičích pohlavních cest ústí mezi dvěma přísavkami v úrovni větvení střeva. Vaječníky jsou umístěny za sebou v zadní části těla. Slepě zakončené střevo se dělí na dvě větve mezi ústní a břišní přísavkou. Tělo pokrývá tegument s výraznými trny. Larvální stádia cerkarie jsou gymnocephalického tvaru.

## Přehled rodů a druhů
- rod Fasciola
  - F. hepatica
  - F. gigantica
  - F. jacksoni
  - Fasciola spp.
- rod Fascioloides
  - F. magna
- rod Fasciolopsis
  - F. buski
- rod Parafasciolopsis
  - P. fasciomorphae
- rod Protofasciola
  - P. robusta